# Dorn (группа)
Dorn (с нем. — «колючка, шип») — немецкая симфо-блэк-метал-группа, существовавшая с 1998 по 2015 гг.

## История
Группа была основана в 1998 году, как сольный проект Роберто Либиха, бывшего клавишника пейган-метал-группы Riger. Дебютный альбом Falschheit 2000 года был записан в студии CCP Records в Линце, где Либих сам играл на всех инструментах.
Альбом получил хорошие отзывы, поэтому Либих подписал контракт с CCP Records и ушёл из Riger. За Falschheit последовали Brennende Kälte в 2001 году и Schatten der Vergangenheit в 2002 году. Для альбома Suriel 2004 года к Либиху присоединились Михаэль Вербер, Себастьян Зием, Ларс и Ира. В этом составе Dorn гастролировал по Германии, но в 2005 году группу покинули Ларс и Ира. В октябре 2006 года Либих и двое других оставшихся участников записали альбом Spiegel der Unendlichkeit, который вышел 23 февраля 2007 года.

## Характеристики
Стиль
Стиль группы в первых трёх альбомах можно охарактеризовать как мелодичный и симфонический блэк-метал. По мнению участников, в альбоме Suriel (2004) произошли значительные изменения в звучании, в частности, был добавлен женский вокал, что в сочетании с мужским рычанием более характерно для готик-метала.
Лирика
Основные темы: Любовь, Ненависть, Депрессия, Тьма. Тексты группы не являются типичными для блэк-метала и призваны подстрекать слушателя или читателя и заставлять их думать. Музыканты заявляли в своём интервью: «Шипы ассоциируются с острыми мелочами, которые не представляют особой опасности, но все же могут поранить».
Четвёртый альбом Suriel (2004) по большей части посвящен смерти. Сариэль — архангел со второго неба, его еще называют «добрым» ангелом смерти.

## Дискография
Альбомы
- 2000: Falschheit
- 2001: Brennende Kälte
- 2002: Schatten der Vergangenheit
- 2004: Suriel
- 2007: Spiegel der Unendlichkeit